# Invasioni barbariche del IV secolo
Le invasioni barbariche del IV secolo (305-378) costituiscono un periodo quasi ininterrotto di scorrerie di genti armate, inizialmente per fini di saccheggio e bottino sulla scorta di quelle del secolo precedente e in seguito trasformate in migrazioni di massa di interi popoli, appartenenti alle popolazioni che gravitavano soprattutto lungo le frontiere settentrionali dell'Impero Romano.
Verso la metà del IV secolo la pressione delle tribù germaniche sui confini del Danubio e del Reno era diventata molto forte, incalzata dagli Unni provenienti dalle steppe centro-asiatiche (probabilmente la stessa popolazione, ricordata con il nome di Hsiung-Nu, che un secolo prima aveva insidiato l'Impero Cinese presso la Grande Muraglia).
L'irruzione degli Unni sulla scacchiere europeo modificò profondamente i caratteri degli attacchi germanici contro il territorio romano: se durante il III secolo la modalità prevalente era stata quella delle incursioni con finalità di saccheggio, esaurite le quali le varie tribù, federazioni o coalizioni facevano ritorno nei loro insediamenti posti immediatamente al di là del Limes romano, nel IV presero avvio migrazioni di massa verso l'Impero. In questo processo, a spostarsi erano non soltanto più i guerrieri, ma l'intero popolo, in cerca di nuove aree di stanziamento; la migrazione, comunque, non sostituì completamente la razzia, ma le due modalità si intersecarono e si sovrapposero ripetutamente.

## Contesto storico
Il periodo in questione ebbe inizio tradizionalmente con l'inizio della crisi del nuovo sistema di potere della Tetrarchia creato ed adottato da Diocleziano a partire dal 286, per arginare le continue invasioni verificatesi con una notevole frequenza durante tutto il III secolo. Il nuovo sistema prevedeva inizialmente, una forma di governo a due, quando Diocleziano affiancò già a partire dal novembre del 285 come suo vice, in qualità di cesare, un valente ufficiale di nome Marco Aurelio Valerio Massimiano. Solo pochi mesi più tardi lo elevò al rango di augusto (1º aprile del 286), formando così una diarchia in cui i due imperatori si dividevano su base geografica il governo dell'impero e la responsabilità della difesa delle frontiere e della lotta contro gli usurpatori.
Data la crescente difficoltà a contenere le numerose rivolte all'interno dell'impero e lungo i confini settentrionali ed orientali, nel 293 si procedette a un'ulteriore divisione territoriale, al fine di facilitare le operazioni militari: Diocleziano nominò come suo cesare per l'Oriente Galerio, mentre Massimiano fece lo stesso con Costanzo Cloro per l'Occidente.
La situazione di crisi ebbe però un periodo difficile in seguito alla guerra civile scatenatasi tra più augusti, quando Diocleziano abdicò nel 305. Fu solo con l'ascesa al trono in Occidente da parte di Costantino I, come unico augusto, dopo la battaglia di Ponte Milvio del 312 ed ancor di più con la sconfitta di Licinio e la riunificazione dell'Impero sotto un unico imperatore, che gli equilibri lungo le frontiere imperiali tornarono a migliorare grazie ad un perfezionamento delle riforme dioclezianee, soprattutto in campo militare, bloccando, ancora una volta, la disgregazione dell'impero. La politica di Costantino I fu proseguita dai suoi successori. In generale possiamo dire che, nel IV secolo, la sicurezza interna migliorò rispetto al secolo precedente e in molte zone dell'impero si assistette anche a una timida ripresa demografica ed economica. Purtuttavia il riassorbimento della crisi ebbe un carattere effimero.

## Forze in campo

### Romani
Con riferimento alle forze romane impiegate lungo l'intero tratto di limes settentrionale, dalla Britannia alle due Mesie, vale la pena ricordare che proprio in questi anni vi fu una importantissima riforma dell'esercito romano, una nuova distribuzione delle legioni romane lungo i confini ed un aumento della dimensione complessiva delle sue armate.

### Barbari
Lungo il Limes renano, verso la Gallia e la Britannia, premettero soprattutto Franchi e Sassoni. Anche gli Alemanni compirono alcune incursioni in questa regione, ma obiettivo primario dei loro attacchi fu, in questa fase, l'Italia settentrionale, attraverso la Pannonia (alto Limes danubiano). Gli scontri maggiori furono però portati nell'area del basso Danubio, verso le province romane dell'area balcanica; qui si concentrarono gli attacchi in massa Marcomanni, Quadi, Sarmati e soprattutto Goti, ormai ripartiti nelle due famiglie dei Visigoti e degli Ostrogoti.

## Le invasioni

### Prima fase (305-324): dalla Tetrarchia alla guerra civile

Il mondo romano durante la guerra civile degli anni 306-324.

Nella prima metà del IV secolo le incursioni germaniche seguirono in parte lo stesso modello sperimentato nel secolo precedente, con spedizioni finalizzate al saccheggio che muovevano dalle aree di stanziamento poste immediatamente al di là del Limes romano e in esse ritornavano una volta ottenuti gli obiettivi, o subita una sconfitta da parte dell'esercito romano. Già in questa fase, tuttavia, si affacciò una nuova modalità, che vide intere popolazioni, e non più solo i guerrieri, passare il Limes e cercare aree di stanziamento in territorio romano. In questa prima fase, meno alluvionale, delle invasioni, Roma tentò di assorbire gli spostamenti delle popolazioni germaniche inserendole all'interno delle proprie strutture, affidando loro un territorio di stanziamento lungo il Limes e impegnandole, in cambio dell'accoglienza, alla difesa del Limes stesso.
306/307Costantino I, una volta divenuto Cesare riuscì a sconfiggere i Franchi che avevano ancora una volta invaso i territori romani ad occidente del fiume Reno, meritandosi nel 307 l'appellativo di Germanicus maximus. Contemporaneamente lungo il fronte danubiano, Galerio respingeva nuovi attacchi di popolazioni sarmatiche.
308Nuovi successi furono conseguiti da Costantino contro i Bructeri nel corso dell'anno tanto da meritargli nuovamente il titolo di Germanicus maximus. Lungo il fronte del basso Danubio invece, ancora una volta Galerio respingeva nuove incursioni della popolazione dei Carpi.
310Ancora Costantino ottenne importanti successi militari su Alemanni e Franchi, di cui si dice riuscì a catturare i loro re, dati in pasto alle belve durante i giochi gladiatorii. Il fronte danubiano vedeva quest'anno impegnato contro i Sarmati il nuovo imperatore Licinio.
313Costantino condusse una nuova campagna militare contro i Franchi e gli Alamanni in Gallia. Finse di attraversare il fiume, risalendo lo stesso verso il suo corso superiore rivolgendosi contro gli Alamanni, ma poco dopo decise di tornare indietro attaccando i Franchi utilizzando una veloce flotta. Devastò, quindi, i loro territori facendo prigioniero uno dei loro re. Subito dopo tornò sui suoi passi e devastò anche i territori degli Alamanni, tanto che la monetazione di quell'anno celebra il GAVDIVM ROMANORVM ALAMANNIA. E sempre questo stesso anno ancora i Sarmati furono respinti dall'altro Augustus, Licinio.
315Sembra che quest'anno furono respinte nuove orde barbariche di Sarmati e Goti da Licinio. E sempre i Goti furono protagonisti di nuove incursioni continue a sud del Danubio, fino al 319, venendo gli stessi più volte battuti dalle armate romane accorrenti.

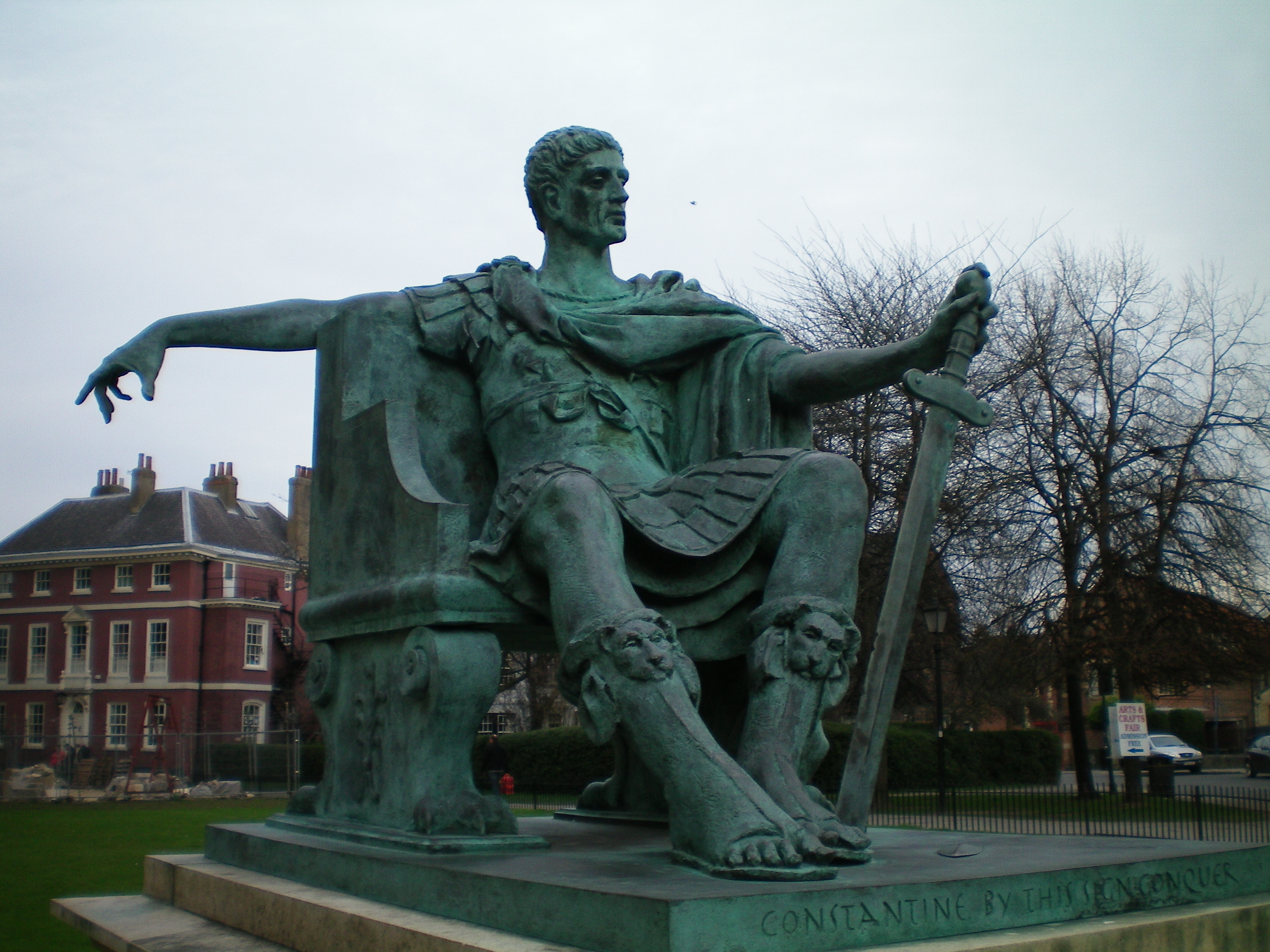
La moderna statua di Costantino I a York (Eburacum), nel luogo in cui fu proclamato imperatore nel 306.

322Costantino riuscì a respingere una nuova invasione in Pannonia da parte dei Sarmati Iazigi. In seguito a questi scontri l'imperatore Costantino I (o forse lo stesso Diocleziano prima di lui) potrebbe aver dato inizio alla costruzione del nuovo tratto di Limes, la cosiddetta "diga del Diavolo", la quale era costituita a nord da una serie di terrapieni che da Aquincum collegavano il fiume Tibisco, per poi piegare verso sud e collegare il fiume Mureș, percorrere il Banato fino al Danubio all'altezza di Viminacium. Non a caso la monetazione di quest'anno e di quello successivo celebrano la SARMATIA DEVICTA e attribuiscono a Costantino l'appellativo di Sarmaticus maximus.
323L'anno successivo ancora Costantino potrebbe aver respinto una nuova invasione di Sarmati Iazigi, come sembra supporre Zosimo, il quale potrebbe però aver unito o confuso le invasioni dei Sarmati di due anni differenti, i quali avevano tentato invano di occupare dopo un difficile assedio una città della Pannonia inferiore, identificabile con Campona, poco a sud della fortezza legionaria di Aquincum.
(Zosimo, Storia nuova, II, 21.1-2.)
Contemporaneamente i Goti di Rausimodo, decisero di attraversare anch'essi l'Istro (molto più a valle) e tentarono di devastare i territori romani della Mesia inferiore e Tracia. Costantino, informato di ciò, lasciò il suo quartier generale di Tessalonica e si apprestò a marciare contro di loro. I barbari saputo dell'arrivo dell'augusto decisero di ritirarsi in Valacchia, ma Costantino attraversato anch'egli l'Istro, raggiunse l'invasore goto e nella battaglia che ne seguì, fece grande strage degli stessi, riuscendo ad uccidere lo stesso Rausimodo.
(Zosimo, Storia nuova, II, 21.3 e 22.1.)
I barbari chiesero la pace, e Costantino, che aveva però sconfinato, attaccando il nemico nella parte d'impero romano non di sua competenza (si trattava della Mesia), ed appartenente all'altro augusto, Licinio, scatenò così una nuova guerra civile tra i due.
324La guerra civile che ne seguì portò alla sconfitta definitiva di Licinio ed alla consacrazione di Costantino quale unico Augusto. Egli, memore delle recenti guerre contro i Goti, decise di costruire alcuni ponti di pietra, al fine di incutere timore nelle popolazioni barbare a nord delle province danubiane: il primo tra Oescus ed il nuovo forte di Sucidava (posto sulla sponda nord del Danubio, quale testa di ponte), un secondo tra Transmarisca ed il forte di Daphne (anche quest'ultimo, testa di ponte a nord dell'Istro). Non possiamo, però, escludere che la costruzione di queste nuove fortificazioni siano da mettere in relazione con le successive campagne gotiche degli anni 326-329.

### Seconda fase (324-337): Costantino unico imperatore
In questa nuova fase Costantino I, divenuto monarca unico (Restitutor orbis) ed assoluto dell'Impero romano (Dominus et Deus), non solo riuscì a consolidare l'intero sistema difensivo lungo i tratti renano e danubiano, ma ottenne importanti successi militari e tornò a "controllare" parte di quei territori ex-romani, che erano stati abbandonati da Gallieno ed Aureliano: si trattava dell'Alamannia (Agri decumates), della Sarmatia (piana meridionale del Tibisco, ovvero il Banato) e della Gothia (Oltenia e Valacchia) come sembra dimostrare la monetazione del periodo ed il nuovo sistema difensivo del periodo (diga del Diavolo e Brazda lui Novac).
| Crispo: Follis                                            | Crispo: Follis |
| --------------------------------------------------------- | --- |
|                                                           | |
| FL IVL CRISPVS IVN NOB CAES, testa laureata verso destra; | ALEMANNIA DEVICTA, la Vittoria avanza, tenendo un trofeo ed una palma in mano, mentre un prigioniero è seduto ai suoi piedi (e sotto la scritta SIRM). |
| 20 mma, 3.15 g, coniato nel 324/325                       | |

324/325Nel corso di questi due anni furono condotte nuove campagne militari contro la federazione degli Alamanni da parte del figlio di Costantino I, Crispo, tanto che la monetazione ne celebrò l'ALAMANNIA DEVICTA.
328-331/332Ancora una volta Costantino I, insieme al figlio Costantino II fu costretto ad intervenire lungo l'alto Reno per a battere gli Alemanni che avevano tentato di invadere i territori della Gallia. La guerra sembra che durò diversi anni, visto che i figli dell'imperatore poterono fregiarsi del titolo di "Alamannicus maximus", solo nel 331/332.
328Nel corso di quest'anno sembra che vi furono nuovi scontri lungo il medio-basso corso del Danubio contro Germani, Sarmati e Goti, tanto che ancora una volta Costantino fu costretto a passare l'Istro, costruendovi un ponte in muratura (tra Oescus e Sucidava), per portare la guerra in territorio barbarico, tanto che la strada che portava fino a Romula fu nuovamente lastricata. Qui devastò i loro territori e li ridusse in schiavitù, come ci racconta Teofane Confessore.
329L'anno seguente, sempre lungo il fronte del basso Danubio, i Goti tornarono ad agitarsi, riuscendo ancora una volta a penetrare fino in Mesia inferiore ed in Tracia, dove portarono devastazione; ma anche questa volta Costantino riuscì a respingere le orde barbariche, per poi penetrare nei loro territori dopo aver costruito un nuovo ponte in pietra nella regione della Scizia, come ci ricorda la titolatura di questi anni e gli Annales Valesiani.

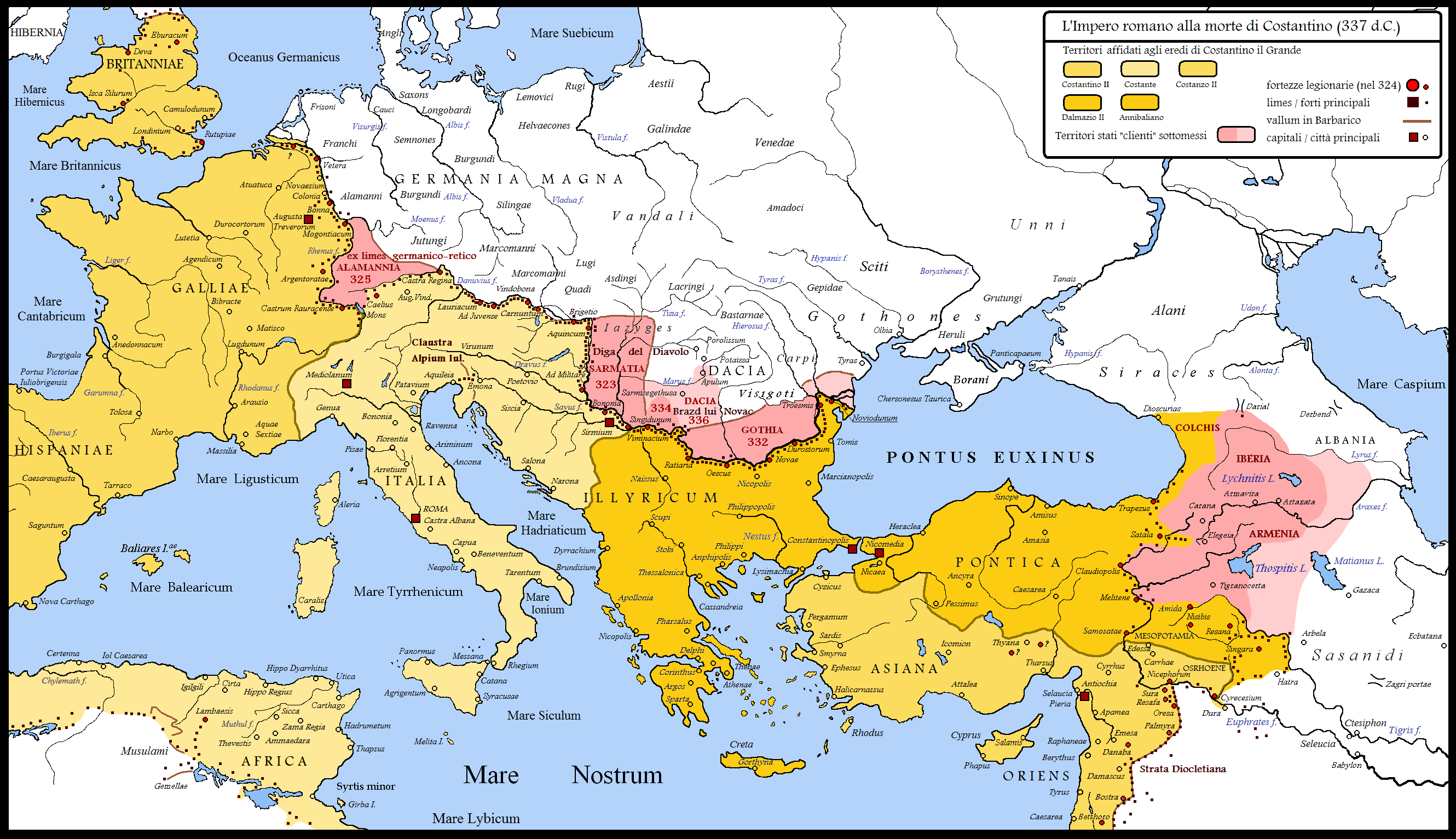
Le frontiere romane settentrionali ed orientali al tempo di Costantino, con i territori acquisiti nel corso del trentennio di campagne militari (dal 306 al 337).

331/332I Visigoti, che molestavano gli alleati Sarmati, furono ancora una volta sconfitti, questa volta dal cesare Costantino II, il quale riuscì, grazie anche a fame e gelo, a provocarne la morte di 100 000 persone. I Goti furono così costretti a chiedere la pace all'imperatore romano, fornendo alcuni ostaggi a garanzia, tra cui Ariarico, il figlio del re. Cosa assai più importante fu concluso un trattato con le stesse popolazioni (foedus), secondo il quale, i Goti (sembra i Visigoti) si impegnarono a difenderne i confini imperiali. Da allora rimasero in pace fino al 375/376. Per questi successi ricevette il titolo di "Germanicus maximus", di "Debellatori gentium barbararum" (debellatore delle genti barbare) e la monetazione del 332 e 333 ne celebrò la GOTHIA e la Sarmatia quasi fossero diventate nuove province romane. E proprio in seguito a questi eventi l'imperatore Costantino I potrebbe aver dato inizio alla costruzione del nuovo tratto di Limes, il cosiddetto Brazda lui Novac du Nord, che correva parallelo ed a settentrione del basso corso del Danubio, da Drobeta alla pianura della Valacchia orientale fino al fiume Siret, inglobandone i nuovi territori "riconquistati". Non a caso lo stesso Aurelio Vittore racconta che fu costruito un ponte sul Danubio (riferendosi a quello del 328), oltre a numerosi forti e fortini in diverse località, a protezione dei confini imperiali.
334Due anni più tardi, gli stessi Sarmati che avevano richiesto l'intervento "amico" del popolo romano, crearono nuovi problemi all'Impero romano, a causa di loro conflitti interni, tra la fazione dei Limigantes e degli Argaragantes. Si narra, infatti, che gli schiavi (Limigantes) cacciarono ancora una volta i padroni (Argaragantes) dal Banato, costringendo Costantino, non tanto ad intervenire militarmente, quanto a distribuire una massa enorme di "sfollati" (si parla di 300 000 persone) in Scizia, Italia, Macedonia e Tracia. Vi sarebbero, infine, indizi archeologici secondo i quali Costantino avrebbe occupato parte del Banato montano, lungo pertanto le "vecchie" strade romane che da Dierna e Lederata, conducevano a Tibiscum sessant'anni prima.
336L'imperatore Costantino I ottenne nuovi successi oltre il Danubio in quei territori che una volta erano stati la provincia della Dacia romana (abbandonata sotto Aureliano), ottenendo il titolo onorifico di Dacicus maximus.

### Terza fase (337-363): i Costantinidi
338Costantino II in seguito a nuovi successi conseguiti contro i Sarmati Iazigi ricevette l'appellativo di "Sarmaticus maximus".
342La federazione dei Franchi fu protagonista di un'incursione in territorio gallico, condotta a partire dalla loro area d'insediamento presso il Reno. Furono respinti da Costante I il quale intervenne anche per respingere una nuova incursione di Alemanni.
354Un'incursione degli Alemanni, partiti dal loro territorio d'insediamento nell'odierna Germania meridionale, sfociò in un ampio conflitto contro l'imperatore Costanzo II. Guidata dai fratelli Gundomado e Vadomario, la confederazione penetrò in Gallia attraverso il Limes renano e saccheggiò numerose città.

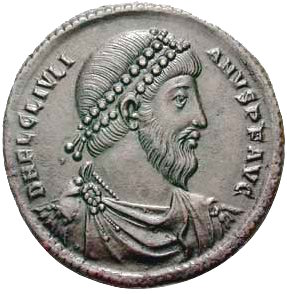
Giuliano, cugino di Costanzo II, fu da lui nominato cesare d'Occidente nel 355. Venne acclamato Augusto nel 360.

355Ancora una volta Franchi, Alamanni e Sassoni furono sconfitti e respinti dalle armate congiunte dell'augusto Costanzo II e dal cesare Giuliano.
356Gli Alemanni riuscirono a sconfiggere Giuliano nella Battaglia di Reims.
357In primavera la consueta coalizione tra Marcomanni e Quadi, cui si erano uniti anche i Sarmati Iazigi, tornò ad agitarsi sul Danubio, invadendo e saccheggiando Rezia, Pannonia e Mesia superiore. Intanto, sul fronte renano, Giuliano ricacciò provvisoriamente gli Alemanni, grazie alla vittoria nella Battaglia di Strasburgo.
358Una nuova spedizione franca in Gallia è arginata da Giuliano. Le razzie di Quadi e Iazigi dell'anno precedente, furono arginate da Costanzo II, che operò sia militarmente sia diplomaticamente, assegnando nuove aree d'insediamento ad alcune tribù della coalizione e imponendo agli Iazigi come re un certo Zizais.
359Roma, dilaniata dalle rivalità tra i diversi cesari e augusti, cercò di inserire gli Alemanni all'interno dei propri giochi politici: l'imperatore Costanzo II si accordò con gli Alemanni e li convinse a scendere in campo contro Giuliano.
360Vadomario guidò gli Alemanni in un attacco a tradimento contro Giuliano; in seguito il condottiero germanico e i suoi guerrieri furono impiegati come truppe mercenarie in Asia e in Armenia.

### Quarta fase (364-375): Valentiniano e Valente
A causa dell'aumento della pressione ai confini dovuta agli effetti della migrazione verso occidente degli Unni (seconda metà del IV secolo), tuttavia, la politica di progressiva assimilazione non poté più essere proseguita, e i Germani irruppero in massa e al di fuori di ogni pianificazione all'interno dell'Impero. Al termine del processo, proseguito anche nei secoli seguenti, numerosi popoli germanici si trovarono insediati in vari territorio dell'Europa occidentale, meridionale e perfino in Nord Africa, ridisegnando di conseguenza la mappa etnica e linguistica del Vecchio continente.
364Ancora gli Alemanni varcarono il Reno invadendo la Gallia. La Tripolitania, invece, continuava ad essere saccheggiata impunemente dagli Austriani, con il pretesto di dover vendicare l'uccisione di uno di loro, tal Stacao, giustiziato a loro dire ingiustamente dai Romani; essendo la città di Leptis minacciata dalle incursioni nemiche, i suoi abitanti implorarono l'aiuto del Comes Africae Romano, il quale però rispose che sarebbe intervenuto solo se gli avessero fornito vettovaglie e quattromila cammelli, richiesta che gli abitanti non poterono soddisfare; di fronte al comportamento deplorevole del Conte d'Africa, il quale non muoveva un dito contro gli invasori a meno che non gli versassero un tributo, gli abitanti di Leptis inviarono un'ambasceria presso l'Imperatore per deplorare il comportamento del loro Conte; ma Romano riuscì a insabbiare tutto con vari mezzi e poté mantenere la carica.

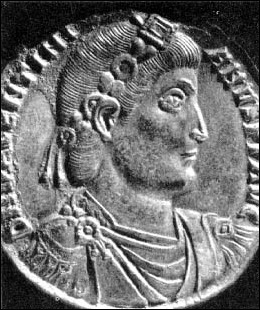
Raffigurazione monetale dell'imperatore Valentiniano I.

365L'imperatore Valentiniano I divenuto augusto l'anno precedente insieme al fratello Valente, decise di recarsi in Gallia presso Parigi e poi Reims per dirigere le operazioni in prima persona contro le popolazioni barbariche degli Alemanni. In Gallia l'esercito romano, condotto dai generali Cariettone e Severiano, ingaggiò battaglia contro gli Alemanni, uscendone sconfitto: gli Alemanni uccisero Cariettone, ferirono Severiano e si impadronirono del vessillo degli Eruli e dei Batavi. Contro gli invasori fu spedito con un esercito Dagalaifo, ma poiché il nuovo generale esitava nel confrontarsi con gli incursori, fu sostituito da Giovino. I due nuovi imperatori dovettero affrontare minacce esterne su tutti i fronti: secondo Ammiano Marcellino, a quei tempi la Gallia e la Rezia erano devastate dagli Alemanni, la Pannonia dai Sarmati e dai Quadi, la Britannia dai Sassoni, Scoti e Attacotti, mentre l'Africa era esposta ai saccheggi dei Mauri e degli Austuriani, e la Tracia era devastata dai Goti; anche l'Armenia, inoltre, era minacciata dallo scià di Persia Sapore II. E sempre quest'anno ancora i Quadi e gli alleati Iazigi ripresero le incursioni in Pannonia.
366Il generale Giovino inflisse una significativa sconfitta agli Alemanni nei pressi di Scarponna, per poi proseguire la campagna militare con molti altri significativi successi, che gli valsero la nomina a console per l'anno 367.
367L'Imperatore Valente decise di intraprendere una spedizione punitiva contro i Visigoti, guidati da Atanarico, rei di aver appoggiato l'usurpazione di Procopio contro l'imperatore Valente. Valente passò il Danubio nei pressi di Dafne e cominciò a saccheggiare i territori dei barbari, ma Atanarico evitò lo scontro aperto e si ritirò tra i Carpazi. Contemporaneamente in Occidente Valentiniano I respingeva nuove incursioni di Franchi e Sassoni (anche lungo le coste della Britannia) e stabiliva la propria residenza ad Augusta Treverorum.
368Gli Alemanni travolsero Mogontiacum (Magonza) e costrinsero l'imperatore Valentiniano I ad accorrere, insieme al figlio ed augusto Graziano. I due imperatori passarono il Reno e si spinsero fino al fiume Neckar dove ottennero un'importante vittoria sulle genti germaniche nei pressi di Solicinium. Nel frattempo una grave notizia raggiunse Valentiniano a Treviri: la Britannia era stata devastata interamente da Pitti, Attacotti e Scoti, i quali avevano ucciso i generali Nettarido e Fullofaude; Valentiniano inviò allora in Britannia truppe sotto il comando dapprima di Severo, poi di Giovino e Protervuide, ma, di fronte agli insuccessi subiti, decise finalmente di inviare in soccorso dell'isola il valoroso Conte Teodosio: sbarcato in Britannia, Teodosio riuscì a porre fine alle incursioni nemiche, annientando gli invasori e ripristinando la pace in Britannia. Vinti gli incursori, ripristinata la pace, Teodosio riuscì persino a recuperare alcuni territori persi in precedenza, costituendo una nuova provincia romana che prese il nome di Valentia in onore di Valentiniano I.
369Valente decise di passare il Danubio in Dobrugia nei pressi di Noviodunum mentre i suoi generali si spinsero molto a nord nei territori dei Goti. Al termine di questa campagne fu siglata in autunno una tregua tra Roma e i Visigoti di Atanarico, che sospendeva i precedenti rapporti di collaborazione basati sui sussidi (o tributi) offerti dai romani in cambio di contingenti mercenari, stabilità nella regione e scambi commerciali. In quegli anni, intanto, aveva preso il via la conversione di una parte del popolo gotico al Cristianesimo, secondo la variante ariana promossa da Ulfila, e lo stesso vescovo aveva intrapreso la messa per iscritto della Bibbia, che divenne così il primo testo in lingua gotica e la più estesa testimonianza delle lingue germaniche antiche. Valente decise, infine, di fermarsi nella Dobrugia ancora per qualche tempo, per migliorare le fortificazioni lungo il tratto del basso corso danubiano.
370Mentre Valentiniano provvedeva a rinforzare le fortificazioni sul Reno, costruendo nuove fortificazioni e migliorando le fortificazioni preesistenti, i Sassoni, che avevano iniziato a migrare in massa dalla loro regione d'insediamento, verso la costa sudorientale del Mare del Nord e la provincia di Britannia, furono inizialmente arginati dall'imperatore Valentiniano I: di fronte alle richieste di soccorso del generale Nanneno, inizialmente sconfitto dai Sassoni, l'Imperatore Valentiniano inviò contro gli invasori le truppe di Severo, il quale riuscì a indurre gli invasori ad accettare la pace e il ritiro senza nemmeno combattere; alcuni sassoni si arruolarono nell'esercito romano, mentre al resto fu concesso il ritorno nelle loro terre; in realtà, Severo ordinò al suo esercito di tendere un'imboscata ai Sassoni sulla via del ritorno, stratagemma che ebbe successo e permise ai Romani di sterminare completamente gli invasori; nel frattempo l'Imperatore, per contrastare gli Alemanni, decise di mettere i Burgundi contro gli Alemanni.. Stessa sorte toccò ancora una volta a Franchi e Burgundi che furono anch'essi respinti dalle armate romane. Contemporaneamente Teodosio il Vecchio, padre del futuro imperatore Teodosio I, riuscì a respingere una nuova invasione di Alemanni in Rezia, trapiantando i prigionieri nei pressi del Po.
371-374Valentiniano fu costretto a combattere per alcuni anni contro il re alemanno Macriano. Il suo tentativo di catturarlo con un'imboscata fallì però per l'insubordinazione dei soldati romani, che permise al re alemanno di fuggire; Valentiniano, incendiato il paese nemico per cinquanta miglia, tornò così a Treviri a mani vuote. Nel frattempo, in Africa, il Conte Romano, intendendo vendicare l'assassinio di Zamma, figlio del capo dei Mauri e ucciso dal suo stesso fratello Firmo, accusò Firmo di molti crimini volendo la sua rovina; poiché i contatti privilegiati che Romano aveva con la corte impedirono ogni valida difesa di Firmo, quest'ultimo, disperando per la propria salvezza, si rivoltò, devastando le province africane; Valentiniano, informato, inviò quindi in Africa il Conte Teodosio, per porre fine alla rivolta; con una serie di vittorie Teodosio represse con successo la rivolta di Firmo, che nella disperazione di essere catturato vivo si suicidò.

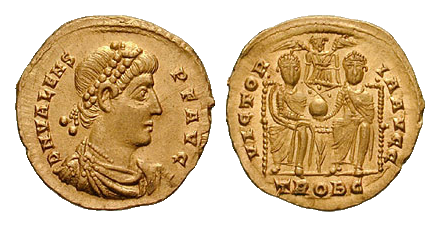
Un solidus coniato da Valente intorno al 376. Sul rovescio, i due imperatori tengono insieme il globo crucifero, simbolo del potere.

374L'imperatore romano d'occidente Valentiniano I, non essendo riuscito a mettergli contro i Burgundi e dovendo occuparsi dei Quadi, fu costretto a scendere a patti con lo stesso concludendo con lo stesso un foedus. Gli Alemanni divenivano così a tutti gli effetti dei foederati dell'Impero romano. Contemporaneamente i Quadi ripresero a compiere nuove scorrerie in Pannonia (forse già dalla fine del 373), insieme alla vicina tribù sarmatica degli Iazigi, che riuscì nell'impresa di battere due intere legioni (la legio Pannonica e la legio Moesiaca). Fu solo il futuro imperatore Teodosio I, allora governatore della Mesia I, che riuscì a resistere a questa invasione.
375Incalzati dagli Unni che li avevano scacciati dalla loro regione d'insediamento tra il Danubio e il Mar Nero, i Visigoti chiesero asilo a Valente, accalcandosi ai confini dell'Impero, che gli fu concesso. Al contrario gli Ostrogoti, pur non essendo stati autorizzati, passarono i Danubio e si insediarono all'interno dei confini imperiali. E sempre questo stesso anno l'imperatore Valentiniano I mosse guerra ai Quadi nei loro stessi territori a nord di Brigetio. E fu proprio in questa località che l'imperatore si spense durante le trattative di pace ormai in corso dopo la campagna vittoriosa di quell'anno.

### Quinta fase (376-400): i foederati Goti e Teodosio

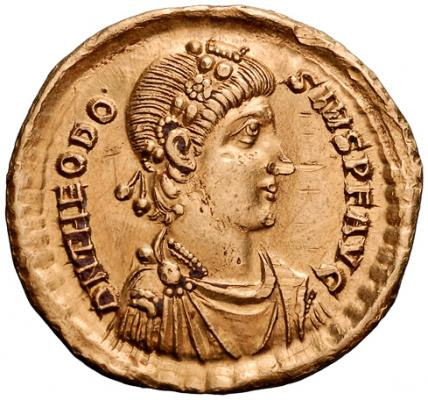
Raffigurazione dell'imperatore romano Teodosio I.

La nuova situazione ebbe come momento di svolta la battaglia di Adrianopoli del 378 nel corso della guerra gotica che durò fino al 382, nella quale i Visigoti sconfissero l'esercito dell'imperatore Valente, che perse la vita nello scontro.
376Roma, una volta aver concesso accoglienza a duecentomila Visigoti che premevano tra le foci del Danubio, la Mesia e la Tracia, gestì talmente male il trattato di pace (che prevedeva per i Goti, la spogliazione delle loro armi e la consegna come ostaggi dei loro giovani figli), senza però assicurare un adeguato approvvigionamento alimentare, che la fame e gli stenti spinsero i Visigoti, guidati da Fritigerno alla rivolta. A loro si unirono agli Ostrogoti che avevano a loro volta passato il Danubio ed insieme riuscirono a battere un esercito romano accorrente nei pressi di Marcianopoli.
377Le popolazioni gotiche furono respinte dalla provincia di Tracia da alcuni generali di Valente, fino verso la Dobrugia.
378La risposta dei Goti non si fece attendere. Infatti nel corso di quest'anno essi dilagarono fino a sud dei Balcani insieme ad alcuni corpi degli stessi Unni. Riuscì però a fermarli il magister peditum Sebastiano, il quale ne rallentò provvisoriamente le loro incursioni. Poco dopo mosse contro le orde barbariche lo stesso imperatore Valente, il quale nella successiva battaglia di Adrianopoli, subì non solo una disastrosa sconfitta, ma cadde egli stesso sul campo di battaglia. I Visigoti rimasero in Mesia, compiendo ripetute razzie nelle regioni circostanti. Sul fronte settentrionale, una nuova incursione alemannica, fu rintuzzata da Graziano nella Battaglia di Argentovaria nei pressi di Colmar a cui seguì l'ultima spedizione romana al di là del Reno nella foresta Ercinia. L'imperatore Graziano richiamò Teodosio il giovane al quale affidò l'incarico di respingere nuove incursioni di Sarmati Iazigi in Pannonia e nominandolo magister militum.
379Affidato a Teodosio il compito di proteggere i confini dell'area dell'Illirico e dei Balcani, quest'ultimo decise di ricostruire l'esercito romano che l'anno precedente era stato distrutto con forze barbariche dei Goti. Frattanto lungo il fronte renano l'imperatore Graziano era costretto a respingere nuove invasioni di Alemanni e Franchi.
380Nel corso di quest'anno i Visigoti di Fritigerno devastarono la Macedonia, mentre gli Ostrogoti di Alateo e Safrax condussero nuove incursioni in Pannonia. Al termine di queste nuove incursioni l'imperatore Graziano fu costretto ad installarne alcuni di loro insieme ai Vandali come foederati in Pannonia.
382Teodosio I accettò di concludere con i Goti un foedus e che si installassero all'interno dei confini imperiali tra Danubio e Balcani.
383Nuove incursioni di Alemanni furono respinte dall'imperatore Graziano lungo l'alto corso del Reno e del Danubio.
384Il nuovo magister militum in Occidente, Bautone, riuscì a respingere nuove incursioni di Sarmati Iazigi in Pannonia.
386Premuti dagli Unni a nord, gli Ostrogoti entrarono nell'Impero sotto il comando di Odoteo (o Edoteo) dei Grutungi. L'allora magister peditum Promoto prese l'iniziativa ed attaccò gli Grutungi sia per via di terra sia attraverso la flotta fluviale, facendone grande strage. Accadde infatti che, dopo aver disposto il proprio esercito lungo il Danubio per rallentare l'avanzata nemica, Promoto raccolse alcuni uomini del proprio esercito che parlavano la lingua dei barbari e li inviò presso il campo nemico; qui gli inviati di Promoto finsero di voler tradire e consegnare agli Ostrogoti il comandante romano dietro il pagamento di una grossa somma. Pattuita la cifra e ottenuto un anticipo della somma, concordarono che gli Ostrogoti dovessero operare un attacco fluviale notturno, poi tornarono da Promoto e riferirono la cosa. Promoto dispose l'esercito lungo il fiume, in modo che non vi fosse possibilità di scampo, poi, disposte le navi su tre file, ordinò ai propri vascelli di speronare le zattere degli Ostrogoti mentre cercavano di traghettare l'esercito barbaro attraverso il fiume. Vi fu una grande strage, con cadaveri che galleggiavano sul fiume; gli Ostrogoti che scamparono all'annegamento giungendo sulla riva, trovavano l'esercito romano ad aspettarli. Sconfitto l'esercito ostrogoto, i soldati di Promoto catturarono le donne e i bambini del nemico. Promoto avvisò allora l'imperatore Teodosio I, il quale con doni convinse i pochi sopravvissuti a passare dalla sua parte, per aiutarlo nella guerra contro l'usurpatore Magno Massimo. Questa vittoria fu di un certo rilievo, se Claudio Claudiano la citò nel suo Panegirico all'imperatore Onorio e se viene citata nei Consularia constantinopolitana, anche se, in entrambi i casi, non viene fatto il nome di Promoto.
387Nuova incursione dei Sarmati all'interno dei confini imperiali.
389Arbogaste, generale di origine franca, una volta divenuto tutore del giovane imperatore Valentiniano II (che egli aveva difeso contro l'usurpatore Massimo nel 388) riuscì a battere gli stessi Franchi e Sassoni nel corso di una nuova campagna militare.

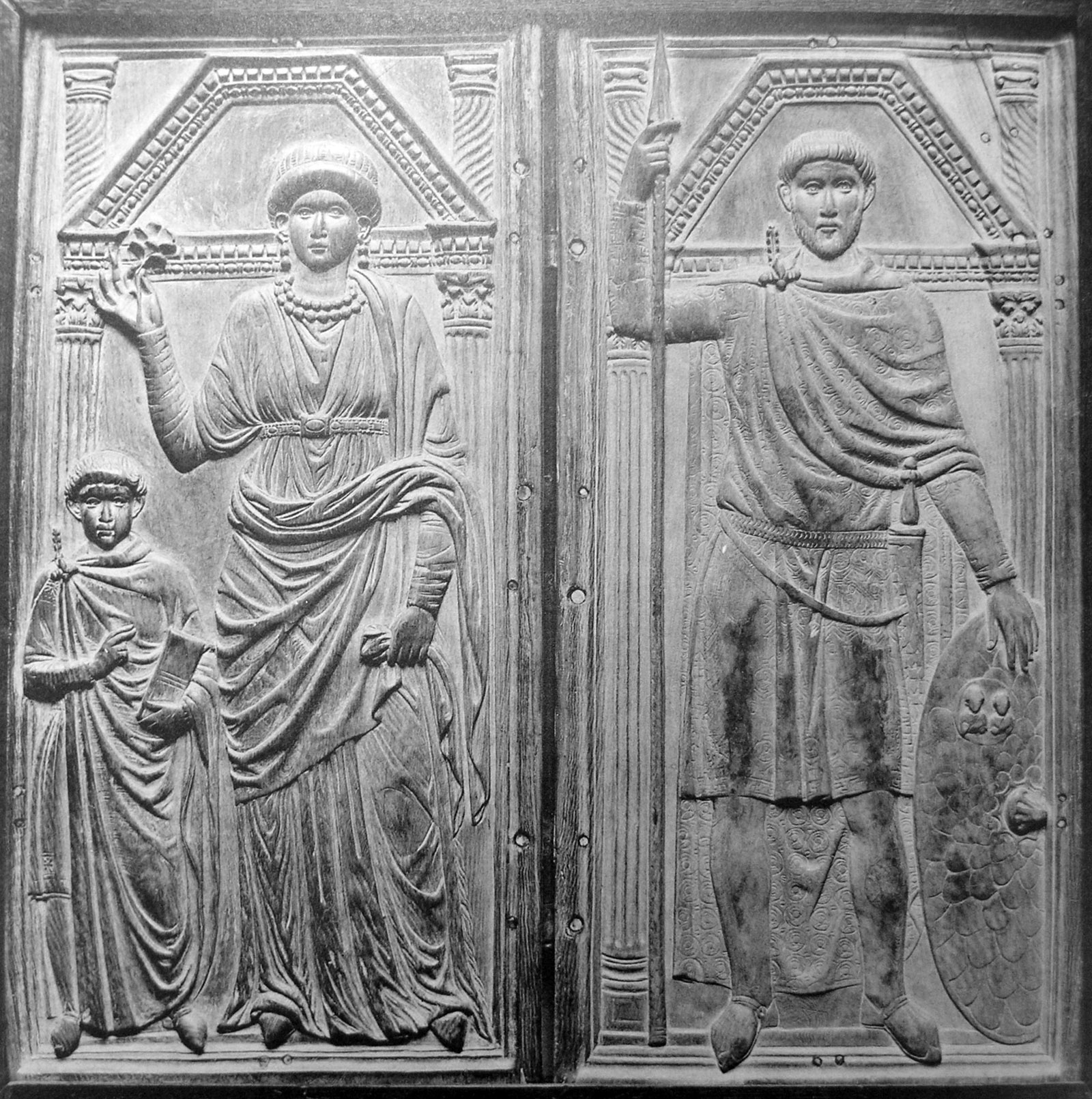
Dittico di Stilicone (400 circa, Monza, Tesoro del Duomo), raffigurante Stilicone, la moglie Serena ed il figlio Eucherio.

391Teodosio riuscì a battere nuovamente i barbari, riportando una nuova importante vittoria, ma i suoi soldati, si diedero al saccheggio del campo nemico, invece di inseguire i fuggitivi, i quali si riorganizzarono ripiombando sui Romani disorganizzati e ubriachi, facendone strage e mettendo in pericolo l'imperatore stesso, che fuggì. Teodosio incrociò allora Promoto che sopraggiungeva, richiamato dal suo imperatore, il quale suggerì a Teodosio di mettersi in salvo e di lasciargli il compito di punire i barbari: precipitatosi sul nemico, lo colse di sorpresa durante la notte e ne fece strage.
395Con la morte di Teodosio I e la divisione definitiva dell'impero romano tra Occidente ed Oriente tra i due suoi figli Onorio I e Arcadio, il generale visigoto Alarico ruppe l'alleanza con l'impero, penetrò in Tracia e la devastò facendo strage di romani, arrivando ad accamparsi sotto le mura di Costantinopoli. Contemporaneamente gli Unni invasero la Tracia e l'Asia Minore mentre i Marcomanni la Pannonia. Il generale Stilicone una volta liberate Pannonia e Dalmazia, si diresse contro Alarico, ma Arcadio, spinto dal prefetto del pretorio Flavio Rufino, nemico di Stilicone, ordinò alle truppe orientali, che formavano una parte dell'armata di Stilicone, di far ritorno in Oriente. In Oriente infatti si aveva ancora timore che in realtà Stilicone mirasse a conquistare il dominio anche di Costantinopoli tornando a d unire ancora una volta l'impero sotto un'unica guida.
396Stilicone intervenne in territori non di competenza della parte occidentale dell'Impero, riuscendo questa volta a battere Alarico in Macedonia (più precisamente in Elide), ma il visigoto non solo riuscì a rifugiarsi sulle montagne, ma Arcadio lo nominò magister militum per l'Illirico, mentre Stilicone fu dichiarato nemico pubblico dell'Oriente.
398Il generale di Arcadio, Eutropio riuscì a battere gli Unni. Per questi successi ottenne l'anno successivo il consolato.
399Il capotribù ostrogoto Tribigildo che era stato alcuni anni prima stanziato in Frigia si ribellò e riuscì a sconfiggere l'accorrente magister militum Leone. Arcadio affidò a Gainas l'incarico di porre fine alla ribellione. Gainas decise di tentare un colpo di mano alleandosi con lo stesso Tribigildo e marciò senza trovare opposizione fino a Calcedonia, dove incontrò Arcadio. All'imperatore disse di non essere in grado di controllare Tribigildo, a meno che non fossero eliminati alcuni funzionari, appartenenti al "partito" anti-goto come Eutropio, Aureliano, Saturnino, e il nuovo prefetto del pretorio Giovanni. Gainas fu accontentato (anche se il solo Eutropio fu messo a morte) e ricevette il titolo di magister militum praesentialis.

## Conseguenze

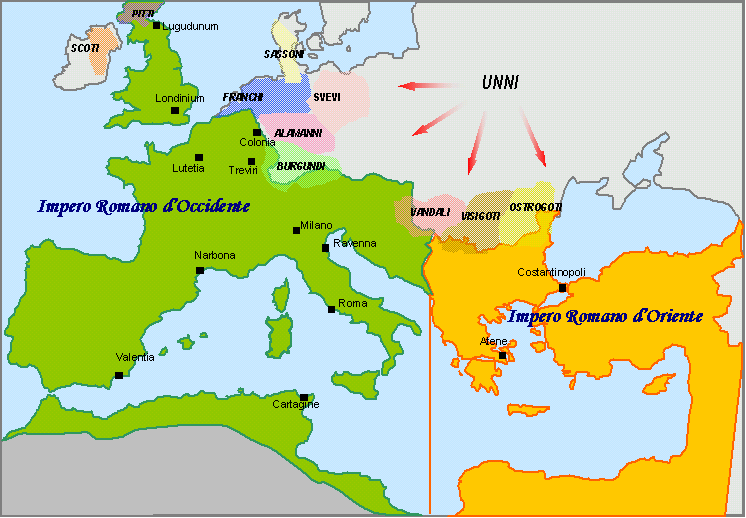
L'impero romano alla morte di Teodosio I nel 395.

La battaglia di Adrianopoli (378) in primis portò all'elaborazione, da parte di Roma, di una nuova strategia di contenimento nei confronti dei barbari. Teodosio, infatti, chiamato alla guida dell'Impero d'Oriente da Graziano dopo la morte di Valente, ed i suoi successori adottarono una nuova strategia di contenimento nei confronti dei barbari. Dopo quell'evento infatti gli imperatori, incapaci di fermare le invasioni militarmente, cominciarono ad adottare una politica basata sui sistemi della hospitalitas e della foederatio.
Conseguenza diretta di Adrianopoli fu la Guerra gotica (376-382): i Visigoti rimasti in Mesia compirono ripetute sanguinose razzie nelle regioni circostanti, fino al 382, quando ottennero dal nuovo imperatore Teodosio I il riconoscimento quali foederati (alleati). D'altro canto la battaglia accelerò quel processo di apertura all'immigrazione barbarica che già da anni ossessionava i Romani e li vedeva costretti a stipulare patti di accoglienza con le popolazioni d'oltre Danubio che richiedevano di stabilirsi nell'Impero come coloni o come soldati. Questa sconfitta segnò per l'Impero Romano l'inizio del definitivo declino. Lo stesso vescovo di Milano Ambrogio, venuto a conoscenza dei fatti, esclamò questa frase: «Siamo alla fine del mondo!». E la conseguenza più importante fu la divisione definitiva dell'Impero in Occidente ed in Oriente.